# Bromo-DragonFly
Pour les articles homonymes, voir DragonflyBDF.
La bromo-DragonFly, parfois désigné comme BDF, est un psychotrope hallucinogène psychédélique lié à la famille des phényléthylamines.
Elle a été synthétisée pour la première fois par Matthew A. Parker dans le laboratoire de David E. Nichols en 1998.

## Chimie
La bromo-DragonFly a une stéréoisomérie et la R(–)-bromo-DragonFly est le stéréoisomère le plus actif.

## Pharmacologie
La bromo-DragonFly a une affinité pour les récepteurs sérotoninergiques 5-HT2B et 5-HT2C, mais son action hallucinogène serait atténuée par son action agoniste des récepteurs 5-HT2A[réf. nécessaire].
La dose efficace est de 100  à   800 μg, ce qui en fait un hallucinogène puissant, avec une durée d'action considérée comme très longue, les effets pouvant durer de 12 à 24 heures,.